# دولت‌آباد (سنندج)
روستای دولت‌آباد(کورکوره)،توابع بخش مرکزی شهرستان سنندج در استان کردستان ایران است.

## جمعیت
این روستا در دهستان حومه قرار دارد و براساس سرشماری مرکز آمار ایران در سال ۱۳۸۵، جمعیت آن ۷۵۳ نفر (۱۶۹خانوار) بوده‌است.